# Абдуллах ас-Судаири
Абдуллах ас-Судаири (араб. عبد الله السديري‎; род. 2 февраля 1992, Саудовская Аравия) — саудовский футболист, вратарь сборной Саудовской Аравии, выступающий за «Аль-Такадом».

## Клубная карьера
Абдуллах ас-Судаири начинал свою карьеру футболиста в клубе «Аль-Хиляль». 6 февраля 2011 года он дебютировал в саудовской Про-лиге, выйдя в основном составе в гостевом поединке против «Аль-Иттихада». С сезона 2012/13 Абдуллах ас-Судаири стал регулярно играть в матчах «Аль-Хиляля», включая и международные. Но в Про-лиге 2015/16 он защищал ворота столичного клуба лишь в двух встречах, а летом 2016 года был отдан в аренду мекканской «Аль-Вахде».

## Карьера в сборной
5 сентября 2013 года Абдуллах ас-Судаири дебютировал в составе сборной Саудовской Аравии в матче товарищеского турнира против команды Новой Зеландии, выйдя на замену после перерыва. Он был включён в состав национальной сборной на Кубок Азии 2015 года в Австралии в качестве резервного вратаря, что не позволило ему появиться на поле в рамках этого турнира.

## Достижения
«Аль-Хиляль»
- Чемпион Саудовской Аравии (1): 2014/15